# 리엘 아바다
리엘 아바다(히브리어: ליאל עבדה‎, 2001년 10월 3일 ~ )는 이스라엘의 축구 선수로, 포지션은 윙어와 공격수이다. 현재 메이저 리그 사커 클럽 샬럿과 이스라엘 국가대표팀 소속으로 활동하고 있다.

## 어린 시절 및 개인사
아바다는 이스라엘 페타티크바에서 미즈라흐 유대인 혈통의 가족에게 태어났다. 13살 때 마카비 페타티크바에서 그의 첫 번째 매니저가 바르셀로나에서 그의 바르 미츠바를 기념하기 위해 아바다의 아버지 로넨과 그를 데려갔다. 그의 남동생 오렐 아바다 또한 하포엘 라나나에서 뛰고 있는 축구 선수이다.  아바다는 관찰력이 뛰어나고 유대인의 휴일인 욤 키푸르에서 축구를 하지 않았다.
2022년 3개월 기간을 제외하고는 2020년부터 바르 라슈티와 연인 관계이다.

## 구단 경력

### 셀틱
2021년 7월 14일, 스코티시 프리미어십의 셀틱은 360만 파운드의 이적료에 아바다와 5년 계약을 맺었다고 발표했다. 2021년 7월 20일, 그는 1-1로 비긴 덴마크 클럽 미트윌란과의 셀틱의 챔피언스리그 2라운드 예선 1차전에서 데뷔골을 넣었다. 2021년 8월 21일, 세 번째 스코티시 프리미어십 경기에서 아바다는 셀틱의 리그 첫 두 골을 모두 넣었고, 이는 세인트 미렌과의 홈 경기에서 6-0 승리로 이어졌다. 2021년 11월 4일, 그는 헝가리 클럽 페렌츠바로시와의 2021-22년 UEFA 유로파리그 조별 리그 경기에서 셀틱의 결승골을 넣었다. 2021년 12월 26일, 아바다는 세인트 존스톤과의 2021-22년 스코티시 프리미어십 경기에서 얼리 브레이브 골을 성공시켜 팀을 1-3으로 이겼다. 아바다는 2021-22년 PFA 스코틀랜드 올해의 젊은 선수상을 수상했다.

### 샬럿
2024년 3월 8일, 메이저 리그 사커의 샬럿으로 이적하였다.

## 국가대표팀 경력
그는 또한 2020년부터 이스라엘 U-21 국가대표팀에서 뛰고 있다.
아바다는 2022년 FIFA 월드컵 예선을 앞두고 2021년 3월 18일, 이스라엘 국가대표팀에 처음으로 차출되었다. 그는 2021년 6월 5일, 몬테네그로와의 친선 경기에서 이스라엘 성인 국가대표팀 데뷔 전을 치렀고, 0-0으로 맞선 상황에서 61분에 요나스 말레데와 교체 투입되었고, 경기는 3-1로 이스라엘 원정 승리로 끝이 났다. 그는 2022년 6월 2일, 아이슬란드와의 2022-23년 UEFA 네이션스리그 경기에서 성인 국가대표팀 첫 골을 넣었고, 이 골은 그의 모국인 이스라엘의 홈경기에서 2-2로 비겼다.
아바다는 2024년 하계 올림픽 축구 남자에 출전할 이스라엘 선수단에 선발되었다.